# De Kat (televisieserie)

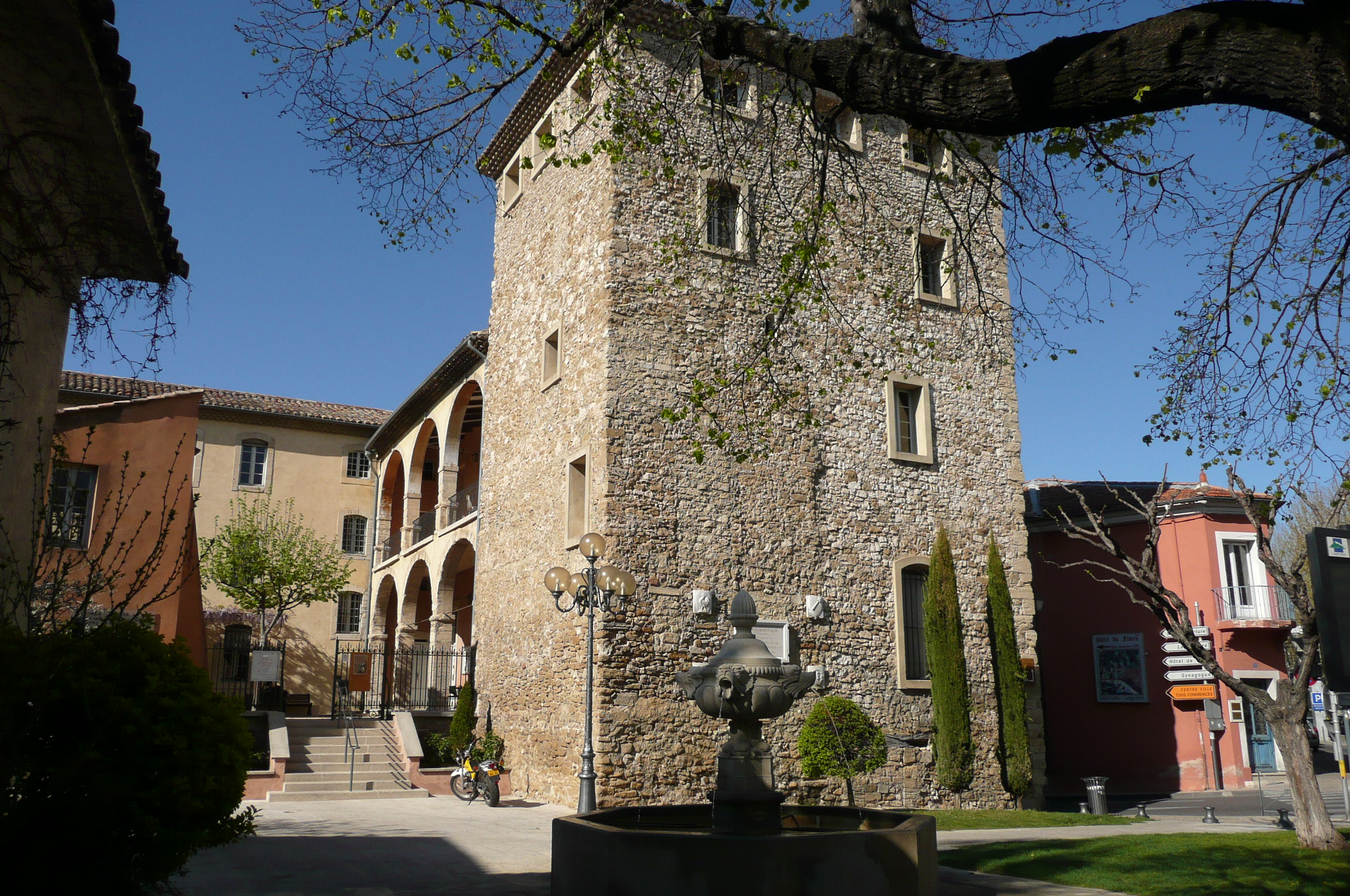
Dorpsplein in Carpentras met fontein waar de serie zich deels afspeelde

De Kat is een televisieserie voor de jeugd naar een scenario van Louis De Groof in een regie van Senne Rouffaer.
Het verhaal speelt zich af in het fictieve plaatsje Holebeek. De serie bestaat uit 13 afleveringen, waarvan de eerste aflevering werd uitgezonden op 17 januari 1973. De Kat werd op locatie opgenomen in Carpentras en Mol. De serie was een samenwerking tussen de toenmalige BRT, KVS en NTG.

## Het verhaal
David De Kat is een milieuactivist die, verkleed als kat, het opneemt tegen de lokale industrieel Oskar Dias, die met zijn bedrijf Af-Val een bedreiging is voor de natuur. Naarmate de serie vordert, stelt Dias zich inschikkelijker op, maar zijn dochter Helena neemt zich de bestrijding van de Kat zeer ter harte. De Kat rekent weliswaar steeds af met haar knokploegen, die steevast bestaan uit niet al te snuggere personen. De Kat krijgt hier uiteindelijk de hulp van Dias' echtgenote Nellie bij en ook van het nichtje van Dias, Andrea en coördineert zijn acties vanuit het landhuis Belmont en heeft een blauwe volkswagenbus met wit dak tot zijn beschikking. Zijn pak bestaat uit een bruin strakgesloten outfit van een bruine jumpsuit met twee strepen over de lengte en een zwarte hooggesloten koltrui. Op zijn gezicht draagt hij een bruin masker in de vorm van een kattenkop. Andrea is de oud-secretaresse van Dias en nam ontslag toen ze de bewoners van de Rupsentros, de wijk die dreigt te verdwijnen door de activiteiten van Dias, leerde kennen. Ook de uitvinder Vincent helpt De Kat en Andrea. Hij is in het bezit van een Buggy. Bruno de wereldreiziger is ook iemand die sympathiek staat tegenover de acties van De Kat. Het plaatsje Holebeek en de wijk Rupsentros verworden steeds meer tot een vervuilde schroothoop. Hoewel Dias uiteindelijk langzamerhand tot het besef komt dat een zuiveringsinstallatie nodig is kost het toch heel veel steeds grimmiger wordende acties om hem uiteindelijk zover te krijgen.

## Achtergrond
De serie telde dertien afleveringen van 25 minuten elk. Vanwege de grote populariteit werd de serie in 1979, 1981 en 1991 heruitgezonden op de Belgische televisie. De opnamen vonden plaats in Zuid Frankrijk in en rondom het plaatsje Carpentras. De totale opnameperiode bedroeg tachtig draaidagen. De populariteit was groot omdat juist in de periode van opname er serieus werd nagedacht door de problemen van de milieuvervuiling. Nog steeds staat de serie in de top drie van meest verzochte herhalingsprogramma's van Ketnet. Louis De Groof schreef later twee boeken gebaseerd op het scenario van de serie, De Kat deel 1 en De Kat deel 2, beide uitgegeven door de Standaard Uitgeverij te Antwerpen.

## Personages
| Acteur              | Personage      |
| ------------------- | -------------- |
| Rik Andries         | David De Kat   |
| Domien De Gruyter   | Oskar Dias     |
| Arnold Willems      | Max            |
| Gerda Marchand      | Karin Oste     |
| Marcel Hendrickx    | Bruno Pienter  |
| Diane Delhem        | Andrea Belmont |
| Denise De Weerdt    | Nellie Dias    |
| Jeanine Schevernels | Helena Dias    |
| Ugo Prinsen         | Vincent Dalkin |
| Jan Jaap Janssen    | Albert         |
| Max Schnur          | Tristan        |
| Rudi Delhem         | Rudy           |
| Benoni Verswijfel   | Benoni         |
| Patrick Struys      | Patrick Oste   |
| Katja Van Delm      | Katja Oste     |
| Jo Delvaux          | Robert         |
| Alex Cassiers       |                |
| Herman Fabri        |                |
| Martin Gyselinck    |                |

## Trivia
- Veel scènes werden opgenomen op de bedrijfsterreinen van SCK•CEN (Het nucleair onderzoekscentrum in Mol).[2]

## Boeken
- Louis DE GROOF, De Kat, deel 1, Standaard Uitgeverij, 1975. ISBN 90-02-12285-3
- Louis DE GROOF, De Kat, deel 2, Standaard Uitgeverij, 1975. ISBN 90-02-12364-7